# Vi ber alla om din frälsning
Vi ber alla om din frälsning är en sång med text av John Gowans, översatt till svenska av Inger Lundin och med musik av John Larsson.

## Publicerad i
- Sångboken 1998 som nr 193
- Sjung inför Herren del 2 som nr 8